# ラミイの戦い
ラミイの戦い（ラミイのたたかい、The Battle of Ramillies）は、スペイン継承戦争における戦闘の1つで1706年5月23日に現在のベルギー・ブラバン・ワロン州ラミイでイングランド・オランダ同盟軍とフランス・バイエルン軍が衝突した。ラミリーの戦いともいわれる。

## 戦闘前
1704年にブレンハイムの戦いでイングランド軍総司令官マールバラ公ジョン・チャーチルはオーストリア（神聖ローマ帝国）の将軍プリンツ・オイゲンと共にフランス・バイエルン連合軍を撃破してドナウ川・ライン川流域を奪還、ドイツ戦線を立て直したが、翌1705年、フランスからヴィラール公がモーゼル川方面に派遣され、モーゼル川に向かったマールバラ公の進軍を妨害、6月にヴィルロワ公が南ネーデルラント（ベルギー）からオランダを襲撃したためマールバラ公はモーゼル川から引き返さざるを得なかった。ネーデルラントではアントワープからナミュールに広がる防衛線を突破（エリクセムの戦い）、退却するヴィルロワを追撃しながらブラバントを転戦していたが、決戦という時に同盟国オランダが回避を主張したため止むを得ず攻撃を中止、成果を出せなかった。
モーゼル川からライン川に南下したヴィラールはライン川支流のモーデル川流域の都市アグノーを同盟側の将軍バーデン辺境伯ルートヴィヒ・ヴィルヘルムに奪われアルザスに後退したが、イタリア戦線はヴァンドーム公が攻勢に出てミランドラを陥とし、カッサーノの戦いでオイゲン率いるオーストリア軍に勝利、オイゲンの動きを封じて優位に立ったため、1705年は総じて同盟軍に不利な状況となった。
1706年になると状況は悪化、4月にヴァンドームがカルチナートの戦いでオーストリア軍を破りチロル付近に追い込み、5月にヴィラールも行動を起こし、アグノーを奪還して他のモーデル川流域の都市も奪いモーデル河畔を平定、北上してライン川支流のラウテル川流域も奪い、ドイツ戦線もフランス側有利に転じた。
ネーデルラントでもヴィルロワがフランス王ルイ14世の指示で攻勢に移り、5月19日にルーヴェンからデイレ川を渡り東のティーネンに向かった。マールバラ公は9日にハーグを出発、17日にトンゲレンで待機したが、ヴィルロワのこの動きを知るとすぐに迎え撃つ方針を固め、南西に向かい、先にフランス軍がブラバントのラミイに布陣したことを知るとすぐさま戦闘を開始した。
両軍は小ヘート川を挟んで対峙、フランス軍左翼は小ヘート川左岸の村オートル・エグリーズに配置、中央はオフュという村にヴィルロワとバイエルン選帝侯マクシミリアン2世が待機、右翼は小ヘート川源流付近のラミイから更に南のムエーニュ川北岸の村タヴィエールまで広範囲に布陣した。対するイングランド・オランダ連合軍も小ヘート川右岸からムエーニュ川北岸まで軍を広げ、左翼はデンマーク騎兵・オランダ歩兵がタヴィエールから東のフランクネー付近に布陣、ムエーニュ川と小ヘート川源流の間の街道はオランダの部将アウウェルケルク卿がオランダ騎兵を率いて待機していた。中央はマールバラ公が、右翼はイングランドの部将オークニー卿、ラムリーが布陣していた。
開戦前にマールバラ公は左右両翼に騎兵を配置したが、部将達は反対した。左翼は障害物の無い平原なので問題ないが、右翼の小ヘート川両岸は湿地帯で馬の通行が出来ないことが理由だったが、マールバラ公は聞き入れず配置を変更しなかった。

## 開戦
1時過ぎに砲撃戦が開始、マールバラ公は右翼に進軍を命令、オークニー卿はラムリーの騎兵の援護を受けつつ小ヘート川を渡りオートル・エグリーズを攻撃した。ヴィルロワはマクシミリアン2世と共に中央から左翼に移動、合わせて右翼から軍勢の一部を割いて左翼に回して増強を行った。
だが、それはマールバラ公の罠だった。マールバラ公は敵右翼を警戒し、陽動として左翼を攻撃して右翼の分散を図ったのである。結果、右翼は手薄となり、イングランド軍左翼のオランダ歩兵がフランクネーとタヴィエールを占拠、奪回しようと向かってきたフランス軍を返り討ちにした上、デンマーク騎兵が右翼を突破、逆に右翼に回り込むまでになった。マールバラ公とアウウェルケルク卿も進撃してフランス軍と激戦を繰り広げた。
更にマールバラ公は部下のカドガンを通してオークニー卿に後退を命令、右翼に控えていた騎兵を左翼に回して平原に戦力を集中した。対するヴィルロワは左翼に気を取られてタヴィエールを奪われた上、右翼を破られ側面を危機に追い込んでしまった。左翼の騎兵を移動させなかったことも平原に戦力を分散させる結果に繋がった。

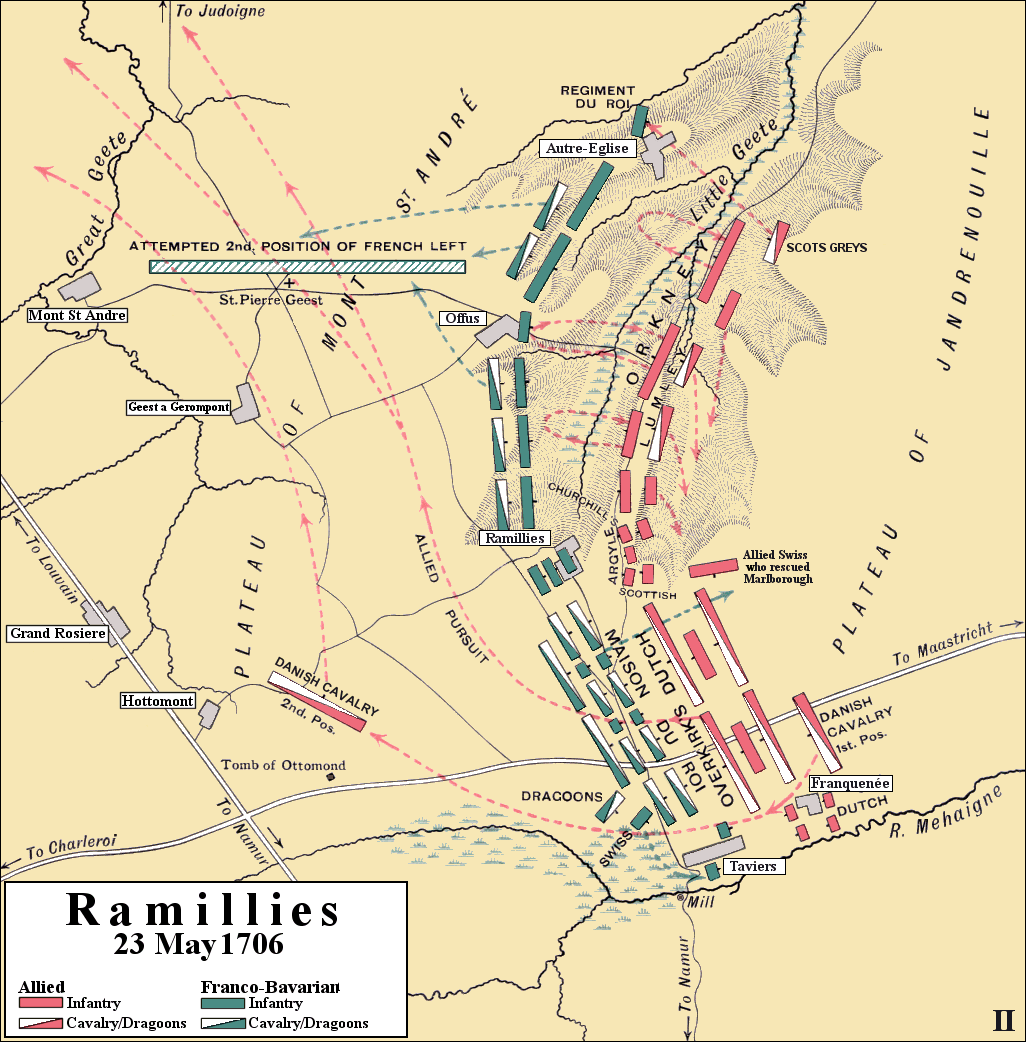
戦闘経過

中央ではフランスの近衛騎兵隊が奮戦、左翼右端を押し出し、救援に来たマールバラ公の本隊突撃も跳ね返した。この戦闘はかなりの激戦となり、マールバラ公が混乱の中落馬する一幕もあった。だが、イングランド軍騎兵隊の増強で平原の戦力差が開き、近衛騎兵隊も相次ぐ敵の増援で徐々に疲弊していった。
そして、近衛騎兵隊の攻撃が止んだことを知ったマールバラ公は平原に集結した騎兵隊を整列させ、北に進撃させて右翼を破った。ヴィルロワとマクシミリアン2世は勝敗が決まったことを悟り撤退、左翼の騎兵を防衛に回したが、イングランド騎兵隊の前に敗走、一度後退したオークニー卿らイングランド軍右翼も追撃に移り夜中まで攻撃、フランス軍に大損害を与えた。同盟軍の死傷者は3500、フランス軍の死傷者は降伏した兵も合わせて20000に上った。

## 戦後
ヴィルロワは北のルーヴェンに敗走、次いで西のブリュッセルへ逃れたが、マールバラ公は追撃して25日にルーヴェンを降伏させ、28日にブリュッセルに入り、ヴィルロワを追撃しながらネーデルラント各地を転戦した。30日のヘント陥落を始めにブルッヘ、アントワープ、アウデナールデ、オステンド、コルトレイク、メーネン、デンデルモンデといったネーデルラント諸都市を6月から9月にかけて次々と落とし、10月2日にアトが陥落したことでネーデルラントは同盟側の手に入った。

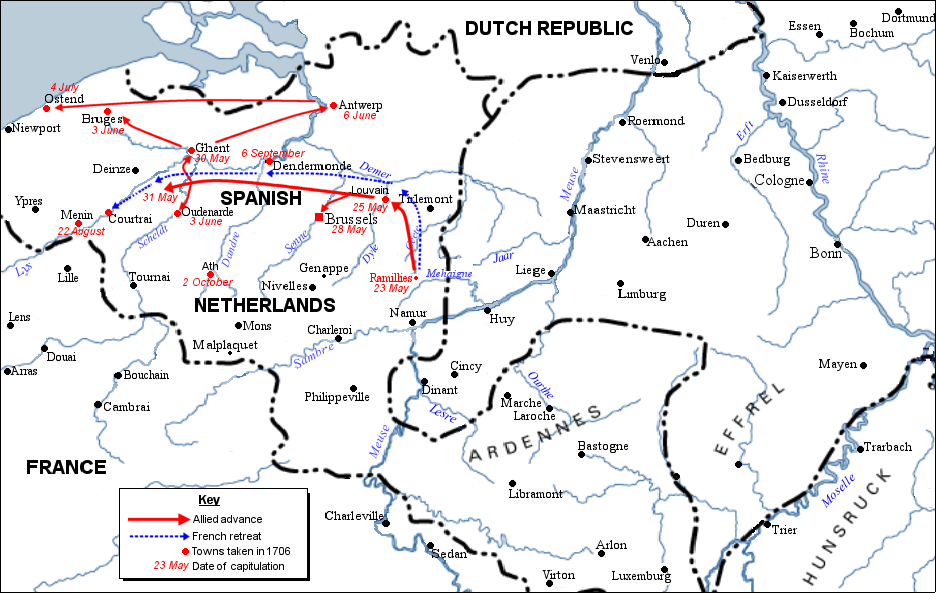
ラミイ戦後の1706年のネーデルラント戦役

ラミイの戦いにおける影響は重大であり、ドイツ戦線のヴィラールはヴィルロワに増援を送ったため攻勢に出られず、6月中旬にヴィルロワが更迭されイタリアからヴァンドームが後任として引き継いだが、フランス軍の戦意は低下しておりヴァランシエンヌから身動きが取れなかった。イタリア戦線はヴァンドームの代わりにマルサンとオルレアン公フィリップ2世（ルイ14世の甥）がイタリアに派遣されたが、9月7日のトリノの戦いでオイゲンに敗れマルサンは戦死、フィリップ2世はフランスへ逃れ北イタリアはオイゲンが奪取した。
ネーデルラントと北イタリアの平定で1706年は一転して同盟側が優勢になったが、翌1707年にヴィラールの反撃とオランダの消極的な姿勢でなおも同盟軍は停滞を余儀なくされた。状況の打開は1708年7月11日のアウデナールデの戦いまで待たなければならなかった。